# Wikipedia tiếng Yiddish
Wikipedia tiếng Yiddish là một phiên bản Wikipedia, một bách khoa toàn thư mở.